# 萊興湖
53°26′15″N 14°13′48″E / 53.4375°N 14.23°E

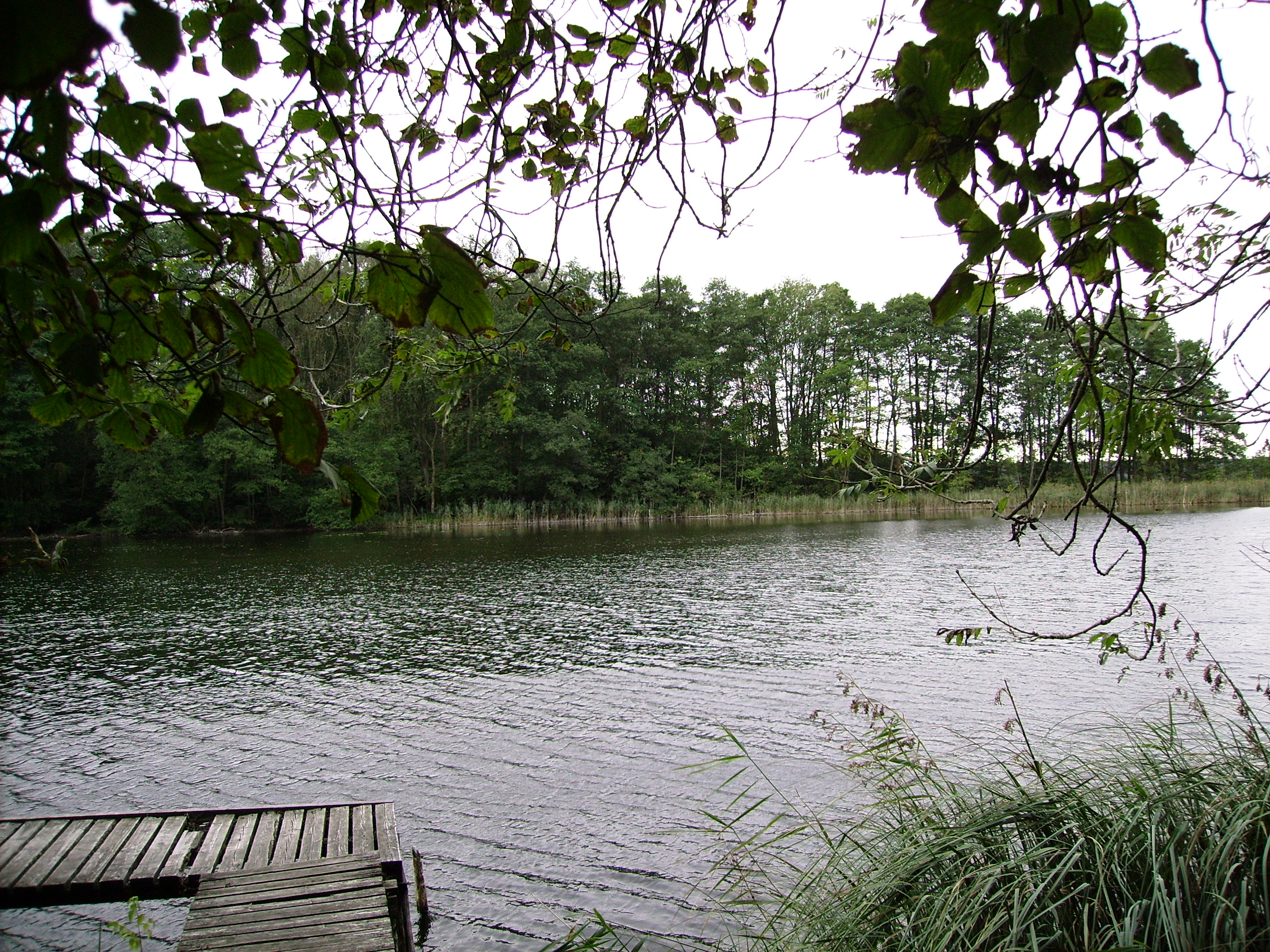

萊興湖（德語：Leichensee），是德國的湖泊，位於該國東北部，由梅克倫堡-前波美拉尼亞州負責管轄，處於前波美拉尼亞-格賴夫斯瓦爾德縣，面積0.03平方公里，海拔高度8米。